# Южно-Каролинский университет
Южно-Каролинский университет или Университе́т Ю́жной Кароли́ны или Университе́т шта́та Ю́жная Кароли́на (англ. University of South Carolina) — крупнейший государственный университет штата Южная Каролина в США.

## История
Территория Южно-Каролинского университета занимает 1,5 км² в центре столицы штата, городе Колумбия, недалеко от Дома правительства штата Южная Каролина. Университет был основан в 1801 году.

## Образование
Сегодня он предлагает программы бакалавриата, магистратуры и программы для получения степени доктора наук (Ph.D.) по широкому спектру специальностей на своих 14 факультетах. Суммарно в университете обучается более 50 тыс. студентов.
В мире университет известен программой по международному бизнесу. Программа по международному бизнесу Школы бизнеса Дарлы Мур университета (англ. The Darla Moore School of Business at University of South Carolina) признается журналом U.S. News & World Report лучшей в США. При этом программа бакалавриата по международному бизнесу (англ. Bachelor of Science in Business Administration degree, major in international business) университета признаётся лучшей в течение последних 14 лет, с 1996 года, а программа магистратуры по международному бизнесу университета (англ. International MBA) занимает то первое, то второе место, соперничая с одним и тем же конкурентом, Школой международного менеджмента Гарвина в Школе глобального менеджмента Тандербёрд (англ. The Garvin School of International Management at Thunderbird School of Global Management) в штате Аризона, последние 20 лет подряд с 1990 года.